# Daniel Ballart
Daniel Ballart Sans (Barcelona, 17 maart 1973) is een voormalig Spaanse waterpoloër.
Daniel Ballart nam viermaal deel aan de Olympische Spelen, in 1992, 1996, 2000 en 2004. Hij eindigde met het Spaanse team in 1992 op de tweede plaats, vier jaar later veroverde hij olympisch goud in Atlanta.
In de competitie kwam Ballart uit voor Club Náutico Sabadell, Barcelona.
Daniel Ballart · 
Manuel Estiarte · 
Pedro García · 
Salvador Gómez · 
Marco Antonio González · 
Rubén Michavila · 
Miguel Ángel Oca · 
Sergi Pedrerol · 
Josep Picó · 
Jesús Rollán · 
Ricardo Sánchez · 
Jordi Sans
Josep María Abarca · 
Ángel Luis Andreo · 
Daniel Ballart · 
Manuel Estiarte · 
Pedro García · 
Salvador Gómez · 
Iván Moro · 
Miguel Ángel Oca · 
Jorge Payá · 
Sergi Pedrerol · 
Jesús Rollán · 
Jordi Sans · 
Carles Sans
Ángel Luis Andreo · 
Daniel Ballart · 
Manuel Estiarte · 
Pedro García · 
Salvador Gómez · 
Gabriel Hernández · 
Gustavo Marcos · 
Daniel Moro · 
Iván Moro · 
Sergi Pedrerol · 
Jesús Rollán · 
Javier Sánchez · 
Jordi Sans
Ángel Luis Andreo · 
Daniel Ballart · 
Xavier García · 
Salvador Gómez · 
Gabriel Hernández · 
Gustavo Marcos · 
Guillermo Molina · 
Daniel Moro · 
Iván Moro · 
Sergi Pedrerol · 
Iván Pérez · 
Jesús Rollán · 
Javier Sánchez